# Make Some Noise (álbum)
Make Some Noise es el tercer álbum de estudio de la cantante de música cristiana estadounidense Krystal Meyers, este álbum fue un cambio radical de estilo musical de la cantante de lo que había estado haciendo, fue lanzado el 9 de septiembre de 2009.

## Lista de canciones
| N.º | Título              | Duración |  |
| 1.  | «Make Some Noise»   | 3:13     |  |
| 2.  | «Love It Away»      | 3:40     |  |
| 3.  | «Shine»             | 3:33     |  |
| 4.  | «S.O.S»             | 3:16     |  |
| 5.  | «Feels So Right»    | 3:47     |  |
| 6.  | «My Freedom»        | 4:00     |  |
| 7.  | «Beautiful Tonight» | 3:31     |  |
| 8.  | «Up to You»         | 4:00     |  |
| 9.  | «You'll Never Know» | 3:34     |  |
| 10. | «In Your Hands»     | 3:51     |  |

| iTunes Deluxe Edicion Bonus Tracks |                                                    |          |  |
| N.º                                | Título                                             | Duración |  |
| 13.                                | «Sweet Dreams» (Eurythmics y Marilyn Manson cover) | 3:45     |  |
| 14.                                | «Make Some Noise (Version Indonesio)»              | 3:10     |  |
| 15.                                | «Make Some Noise (Version Mandarin)»               | 3:10     |  |
| 16.                                | «Make Some Noise (Version Thai)»                   | 3:10     |  |
| 17.                                | «Make Some Noise Video Musical»                    | 3:10     |  |